# Artabotrys sarawakensis
Artabotrys sarawakensis är en kirimojaväxtart som beskrevs av Ian Mark Turner. Artabotrys sarawakensis ingår i släktet Artabotrys och familjen kirimojaväxter. Inga underarter finns listade i Catalogue of Life.